# Contorsion
 (octobre 2022).
- Si vous ne connaissez pas le sujet, laissez ce bandeau (vous pouvez alors contacter les auteurs).
- Si vous supprimez le contenu mis en cause (vous pouvez préalablement contacter les auteurs),

argumentez précisément cette suppression dans la page de discussion
(un manque de référence n'est pas un argument ; une recherche réelle de référence doit avoir été effectuée, être formellement documentée).
 (octobre 2022).
Si vous disposez d'ouvrages ou d'articles de référence ou si vous connaissez des sites web de qualité traitant du thème abordé ici, merci de compléter l'article en donnant les références utiles à sa vérifiabilité et en les liant à la section « Notes et références ».

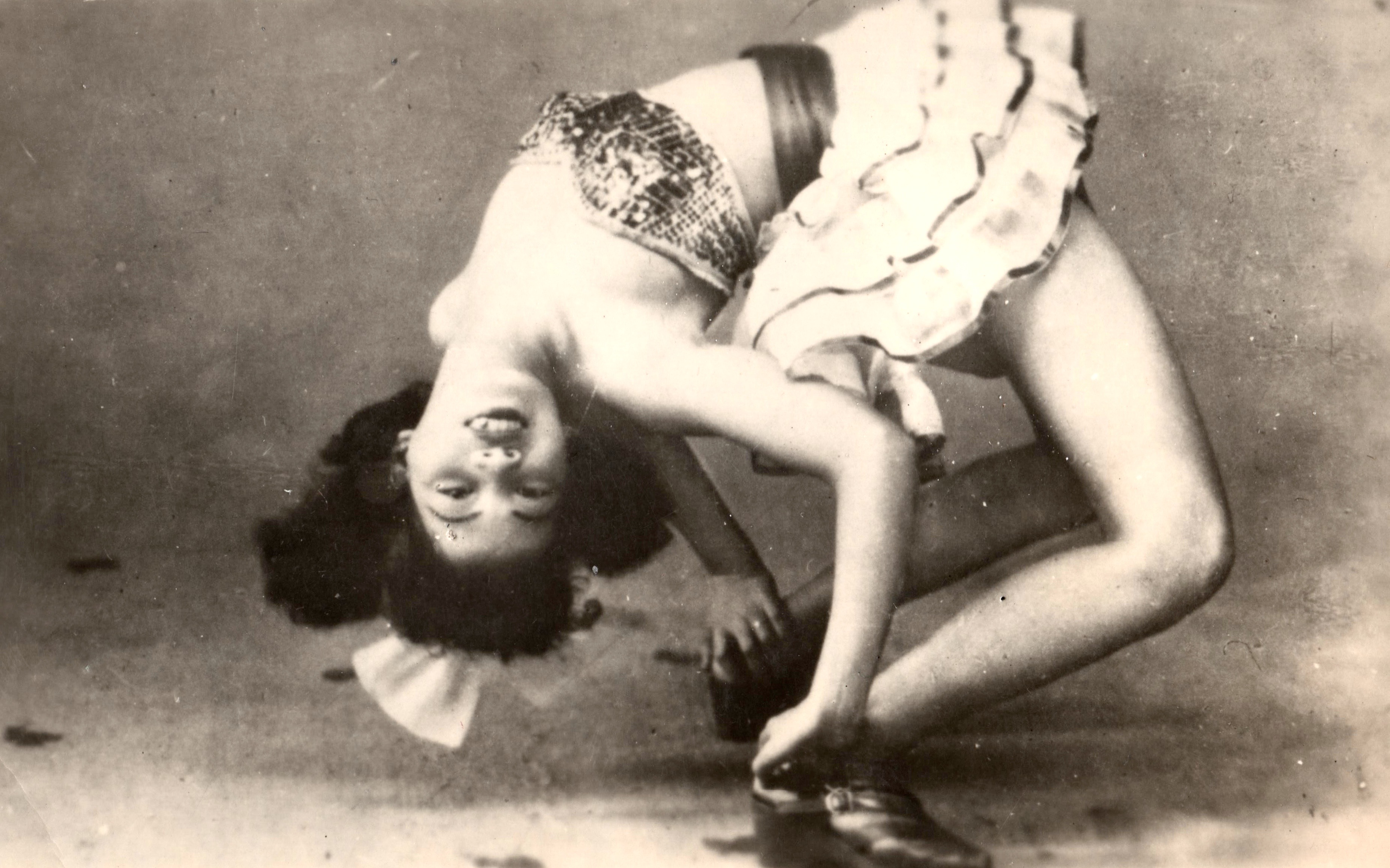
Une jeune contorsionniste à Alger dans les années 1910.

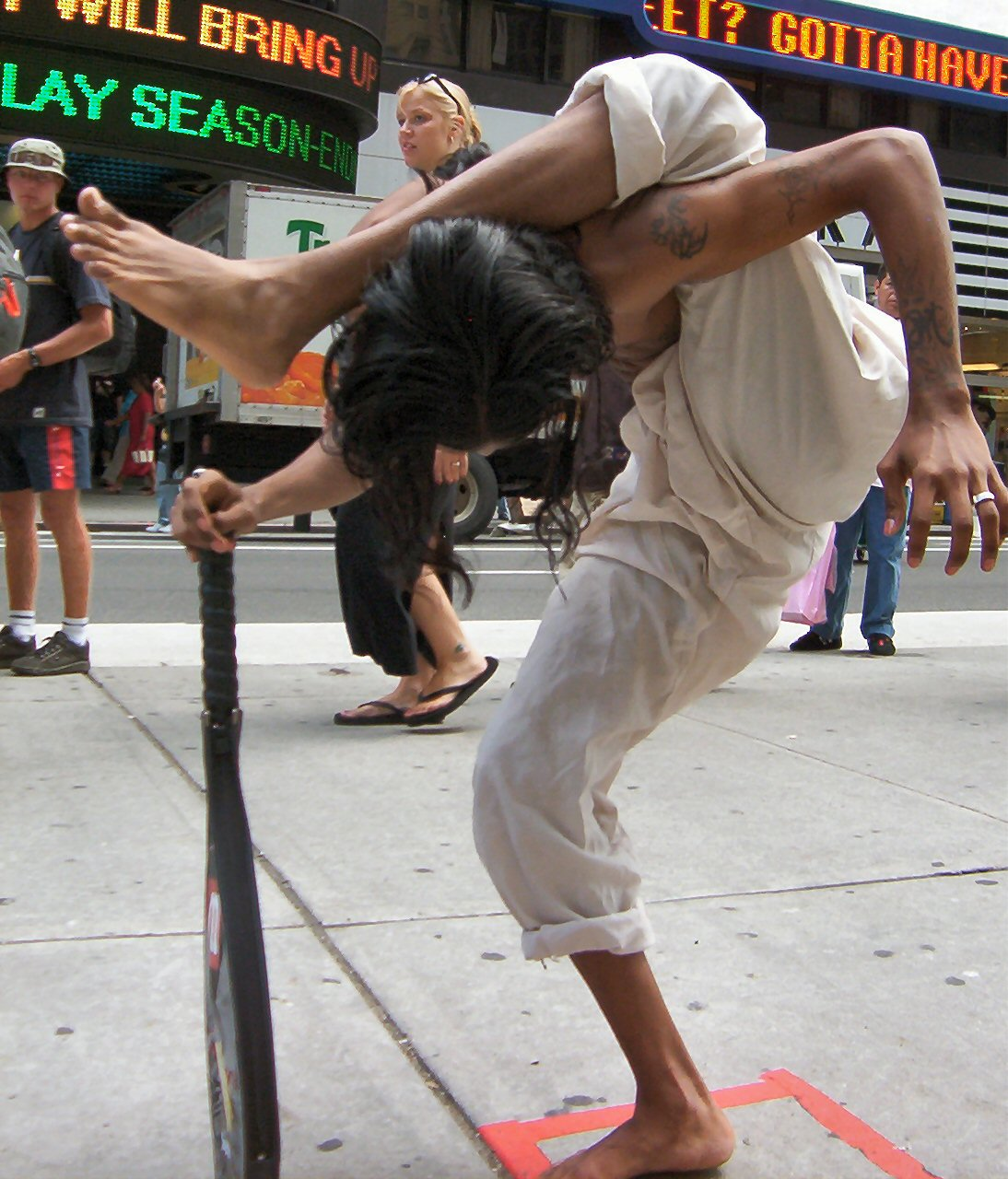
Ravi est debout sur la place de Times Square effectuant la figure du Scorpion Mystique, (Contorsion avant, NYC, 2004

La contorsion est une discipline acrobatique pratiquée au cirque, en gymnastique et en cabaret-variété. Elle est basée sur des mouvements de flexion et d'extension extrêmes du corps humain. Elle nécessite une importante souplesse, une aptitude physique souvent naturelle, associée à un long (plusieurs années) et exigeant entraînement.
Dans quelques très rares cas, certains contorsionnistes sont atteints du Syndrome d'Ehlers Danlos, une maladie génétique qui modifie la structure du collagène et rend les tissus conjonctifs très élastiques.

## Description

### Adresse
L'un des pères de la contorsion est Eduard Klischnigg (1813-1877) qui étonna ses amis aux XIXe siècle en leur faisant croire qu'il avait des os en caoutchouc.
La plupart des contorsionnistes ont une souplesse plus marquée vers l'avant ou vers l'arrière. Il est rare qu'un même contorsionniste puisse travailler dans les deux directions, même si certains cirques l'exigent.

### Variétés de contorsions
- Contorsion avant : Le contorsionniste place ses jambes, genoux pliés de part et d'autre de son cou ou de ses épaules[2] ou bien encore s'incline jusqu'à toucher sa ceinture, les jambes étant bien tendues. Le contorsionniste peut aussi passer son corps ainsi replié à travers un anneau ou un tonneau.
- Contorsion arrière : Le contorsionniste, couché sur le sol ou en équilibre sur ses mains posées au sol, touche un de ses pieds ou ses fesses avec sa tête[3]. La posture dite de Marinelli est une contorsion arrière avec juste un appui par la mâchoire.
- Grand écart : au sol, les jambes sont tendues à 180 degrés dans des directions opposées. C'est une posture courante en gymnastique et en danse. La posture peut être rendue plus difficile en faisant supporter les pieds par un aide ou deux chaises, sans aucun contact avec le sol.
- Entérologie : Le contorsionniste replie la totalité de son corps dans une boîte qui est manifestement trop petite pour lui[4].
- Dislocation : La moins naturelle. Des épaules ou des hanches. Par exemple, le contorsionniste passe son bras derrière la tête, puis par-dessus son épaule et le laisse pendre le long de sa poitrine. Il est possible de réaliser la même figure, indifféremment en position debout ou assis, avec la jambe.

### Spectacles et numéros de contorsion

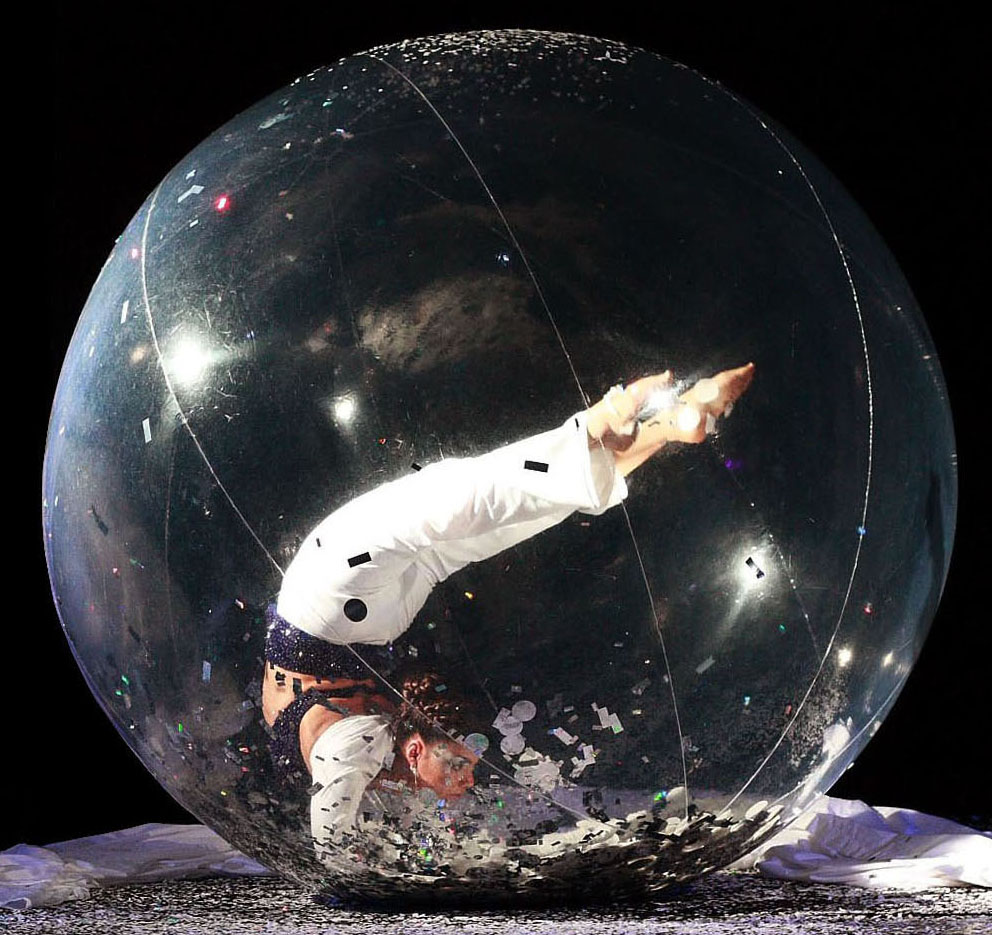
Elena Ramos dans une bulle.

#### Les numéros de contorsion
Le contorsionniste peut choisir entre un style de présentation agréable et élégant, athlétique, mystérieux, choquant, sensuel voire érotique ou encore humoristique en fonction de la chorégraphie ou des tenues vestimentaires.
Exemples de numéros d'acrobaties contorsionnistes particuliers :
- L'adagio (numéro de cirque) : l'homme porte la contorsionniste pendant qu'elle effectue ses figures (grand écart, etc.) sur un fond musical.
- La poupée de chiffons[5] : un ou deux aides plient, secouent et portent l'artiste de façon à convaincre le spectateur que le contorsionniste n'a aucune consistance. Il est ensuite tassé dans une boîte, à l'évidence, trop petite pour le contenir. Finalement l'acteur se lève et quitte ses vêtements de scène.
- Le Web espagnol[6] : le contorsionniste exécute des figures suspendu au plafond par un anneau de corde recouvert de tissu.
- Les variantes de ces exercices sont nombreuses. Les artistes peuvent faire tourner des cerceaux de Hula hoop, jongler, jouer d'un instrument, tout en se contorsionnant.

La contorsion est une discipline de cirque pouvant enrichir d'autres disciplines de cirque : équilibre-contorsion, trapèze fixe, main à main…

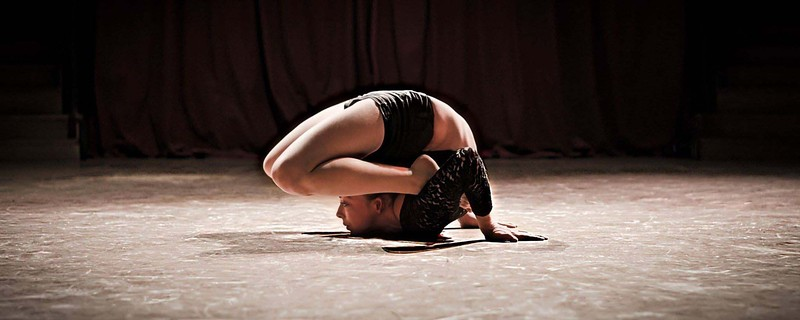
Elodie Guezou figure triplefold

Un contorsionniste peut se produire seul ou être accompagné par un ou deux assistants, voire travailler en groupe de quatre ou cinq, chacun exécutant alors des figures différentes ou en pyramide (mandragores).
Dans le passé, le contorsionniste se produisait exclusivement dans les cirques et les foires. De nos jours, il travaille pour des cabarets, des boîtes de nuit, des parcs d'attractions, des spectacles de variétés télévisées, certains concerts.
Le Cirque du Soleil travaille fréquemment avec des contorsionnistes comme dans les spectacles Alegria, OVO (KURIOS ou Amaluna), Koozå, Viva ELVIS, Zumanity, Quidam, Varekai, O et Luzia.

#### Les spectacles de contorsion ou utilisant la contorsion
Aujourd'hui, en lien avec le Nouveau cirque et le Cirque contemporain, certains contorsionnistes créent des réalisations artistiques poussées sous forme de spectacles. De nombreux chorégraphes et metteurs en scène travaillent également avec des contorsionnistes dans leurs spectacles.

## Croyances et légendes
Bien des mythes et erreurs ont été répandus pour expliquer les possibilités physiques des contorsionnistes. La plupart sont dus à l'ignorance de l'anatomie et de la physiologie humaine. Certains sont des racontars véhiculés par les protagonistes eux-mêmes dans le but de faire paraître leur art plus mystérieux.
- Les contorsionnistes enduisent leurs articulations d'« huile de serpent »[7] ou boivent un élixir qui accroît leur souplesse[8].
- Certaines personnes auraient des « articulations doubles ». C'est faux. Chaque être humain a le même nombre d'articulations. Ce mythe est une expression d'argot et une vue de l'esprit, mais cette façon de parler est acceptable pour décrire la grande souplesse de ces personnes hyperlaxes.
- Il est courant de penser que les contorsionnistes doivent disloquer leurs articulations lorsqu'ils se courbent de façon importante. Bien que certaines personnes soient capables de faire sauter la tête de l'articulation hors de celle-ci, apparemment sans souffrance, il est difficile d'affirmer le fait sans l'aide d'une radiographie. Quoi qu'il en soit, beaucoup de contorsions extrêmes sont réalisées sans dislocation[9].
- Il est faux de penser que le contorsionniste a la faculté de se plier dans n'importe quelle direction. La laxité d'une articulation est individuelle. Il est habituel de constater que certaines personnes sont plus souples dans une direction que dans une autre. Le contorsionniste donne l'illusion qu'il peut se plier dans tous les sens. En fait, il fait sa démonstration dans la direction où il est le plus souple.
- Le travail ne fait pas tout, on ne peut devenir contorsionniste, on nait contorsionniste, selon INCF[réf. nécessaire]. Il y a un travail physique énorme derrière, en réalité[10]. Mais il y a aussi les aptitudes physiques qu'on peut même se découvrir relativement tard[11].
- Certains pensent que les contorsionnistes sont atteints d'une maladie congénitale rare, la maladie d'Elher-Danlos[12] qui expliquerait leur hyperlaxité. Pourtant le syndrome d'Elher-Danlos en plus de l'hypermobilité implique une fragilité articulaire, une grande fragilité des tissus vasculaires, une propension à la fatigabilité[13], alors que le travail de contorsionniste exige une excellente condition physique.
- D'autres disent que les femmes seraient plus aptes à se contorsionner que les hommes. Au XIXe siècle, et actuellement en Inde, les exercices de souplesse sont l'apanage des hommes. En fait, des études médicales qui ont été menées, il ressort qu'à l'échelle mondiale il y a autant d'hommes contorsionnistes que de femmes. De plus, dans les familles où cet art est pratiqué, il y a autant d'hommes que de femmes.
- Les asiatiques sont plus aptes à se contorsionner. Ceci est faux. En fait, les exercices de contorsion sont plus volontiers pratiqués dans la civilisation d'Extrême-Orient qu'en Occident. La souplesse est plus la conséquence de l'entraînement que d'une aptitude physique particulière.
- Au début de la grossesse, les femmes sont beaucoup plus souples. Dans certains pays, certaines femmes se font avorter pour exceller.
- La contorsion est aussi pratiquée par des maitres yogi.
- La souplesse du dos se divise en 3 parties: le bas (les lombaires), le milieu, et le haut (cervicale, ouverture d'épaule). La souplesse des ischio jambiers aide à avoir une jolie courbure.

## Motivations et contorsions
La contorsion est très pratiquée en Asie et plus particulièrement en Mongolie où on la pratique depuis de nombreuses années. On a voulu y voir une connotation religieuse car beaucoup d'écoles se sont établies dans l'enceinte des temples. En fait, il s'agit plus d'une culture de la maîtrise du corps. En Mongolie, ainsi qu'en Chine, les enfants entrent dans des écoles spécialisées dès l'âge de cinq ans. Le matin est consacré aux exercices physiques et l'après-midi aux cours scolaires,. Les parents sont très fiers que leur enfant soit intéressé par le contorsionnisme et consentent des sacrifices pécuniaires importants pour ce peuple par ailleurs pauvre. Pour certains jeunes contorsionnistes, leur art est pour eux un moyen de se libérer de leur condition sociale en s'exhibant dans les cirques occidentaux où ils sont mieux payés.
En Chine, les jeunes artistes de cirque sont rémunérés par l'état, et sont considérés comme fonctionnaires et militaires. Ils travaillent toute leur enfance sur la réalisation de plusieurs numéros créés par leurs professeurs qu'ils tourneront dans le monde entier.
En France, il existe peu d'écoles de cirque qui enseignent la contorsion. Pour rentrer dans l'une de ces écoles professionnalisantes il faut avoir entre 18 et 23 ans et posséder une souplesse innée ou déjà acquise. La durée de la formation varie entre 2 et 4 ans.

## Convention
Depuis 2003 à l'Automne, se déroule " The International Contortion Convention" à Cologne en Allemagne.

## Comment devenir contorsionniste?
Pour devenir contorsionniste, il n'y a pas de formation spéciale. Bien sûr, on peut se former dans une des multiples écoles circassiennes, même si on ne peut pas apprendre la contorsion dans toutes les écoles. Beaucoup de contorsionnistes ont également pratiqué la gymnastique rythmique ou le ballet, deux disciplines où une grande souplesse est un critère essentiel.
Chacun peut pratiquer quelques tests pour évaluer sa souplesse : essayer de toucher son avant-bras avec le pouce du même membre, ou bien depuis la position debout descendre son buste jusqu'à toucher le sol avec ses mains. Si on arrive à faire ces deux exercices, on pourrait devenir contorsionniste.

## Contorsionniste notable
- Yash Shah
- Sofie Dossi

## Dans la culture

### Télévision
- Game of Thrones - saison 3 épisode 3 et saison 4 épisode 1
- Henry et June (1990)
- Stan Lee et les Super-Humains
- Tonnerre de feu (1983)

### Cinéma
- Micmacs à tire-larigot, de Jean-Pierre Jeunet (2009)
- L'Exorciste, de William Friedkin (1973)
- L'Exorciste 2 : L'Hérétique, de John Boorman (1977)
- L'Exorciste, la suite, de William Peter Blatty (1990)
- L'Exorciste : Au commencement, de Renny Harlin (2004)
- Dominion: Prequel to the Exorcist, de Paul Schrader (2005)
- Le Dernier Exorcisme, de Daniel Stamm (2010)
- Le Dernier Exorcisme part 2, de Daniel Stamm (2013)
- Le Grand Jour, de Pascal Plisson (2015)

### Spectacles
- "La Symphonie du Hanneton" - James Thierrée - 1998
- "La Veillée des Abysses" - James Thierrée - 2003
- "Déversoir" - Angela Laurier - 2008
- "Bertha et Miranda" - Presque Siamoise - 2009
- "J'aimerais pouvoir rire" - Angela Laurier - 2010
- "Thor" - Presque Siamoise - 2011
- "Une Belle, Une Bête" - Florence Lavaud - 2009
- "L'Angel bête" - Angela Laurier - 2012
- "D'ébauche" - Presque Siamoise - 2013
- "Tabac Rouge" - James Thierrée - 2013
- "L'oubliée" - Raphaëlle Boitel - 2014
- "Moi, Corinne Dadat" - Mohamed El Kathib - 2014
- "Au fil des torsions" - Lise Pauton - 2014
- "Pixel" - Mourad Merzouki - 2014
- "Femme en chantier" - Lisie Philip - 2014
- "HEART" - Sebastiano Toma & Lise Pauton - 2015
- "Art piste" - Angela Laurier - en création
- "Initok & Esil" - Lise Pauton - 2018
- "Cadavre Exquis" - Elodie Guezou - 2020